# Paromenia isabellina
Paromenia isabellina är en insektsart som beskrevs av Fowler 1899. Paromenia isabellina ingår i släktet Paromenia och familjen dvärgstritar.
Artens utbredningsområde är Costa Rica. Inga underarter finns listade i Catalogue of Life.